# Куріпка тундрова
Куріпка тундрова або куріпка полярна (Lagopus muta) — вид птахів підродини тетерукових (Tetraoninae) родини фазанових (Phasianidae).

## Зовнішній вигляд

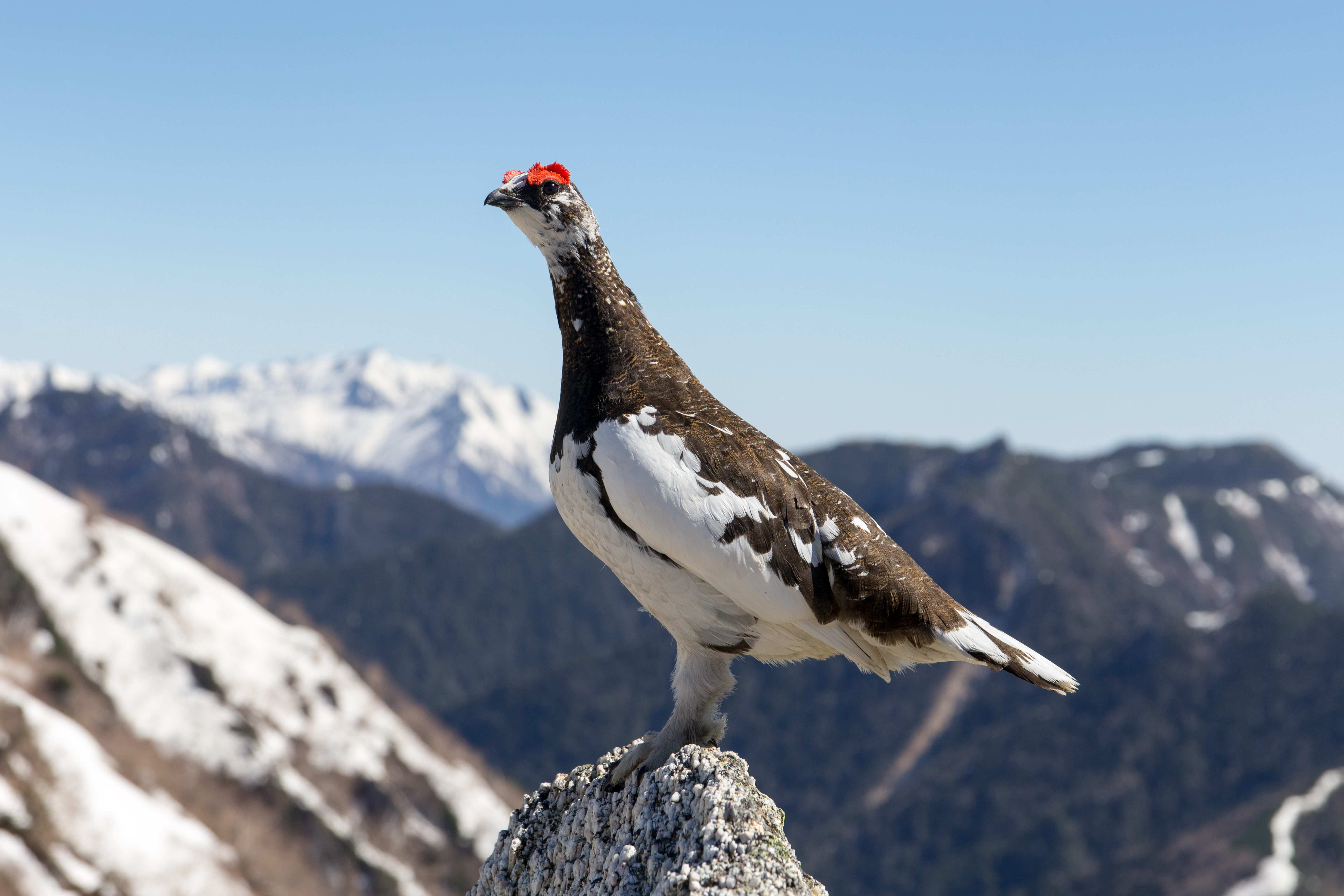
Полярна куріпка в літньому вбранні на горі Цубакуро, Японія

Тундрова куріпка дещо менша за куріпку білу. Довжина тіла близько 35 см, вага 430–880 г. Для полярної куріпки, як і для білої, характерний сезонний диморфізм. Її зимове оперення біле, за винятком зовнішніх пер хвоста, які чорного кольору, і чорної смужки в основі дзьоба самців. Літнє оперення у самця і самки, за винятком білого махового пір'я, строкате — сіро-буре з дрібними чорними крапками і штрихами, що добре маскує птахів на землі. Втім, забарвлення літнього пір'я мінливе і завжди відповідає кольору тих гірських порід, на яких живе птах.

## Розповсюдження
Зустрічається в сухій горбистій тундрі (звідси видова назва) і альпійському поясі гір північної півкулі, включаючи Піренеї і Альпи, гористу частину Шотландії, Скандинавію, Ісландію, Гренландію, Північну Америку, гори Північної Азії (Алтай, Хангай) і гори Центральної Японії.
Віддає перевагу голим скелям, не вкритим чагарником, і тримається неподалік від снігової лінії. У Ісландії і Гренландії в час насиджування ці куріпки спускаються в більш низовинні місця, щоб мати кращу харчову базу.

## Спосіб життя
Взимку здійснює кочівлю. Живиться рослинною їжею — насінням, бруньками, пагонами і ягодами, пташенята — комахами.

## Розмноження

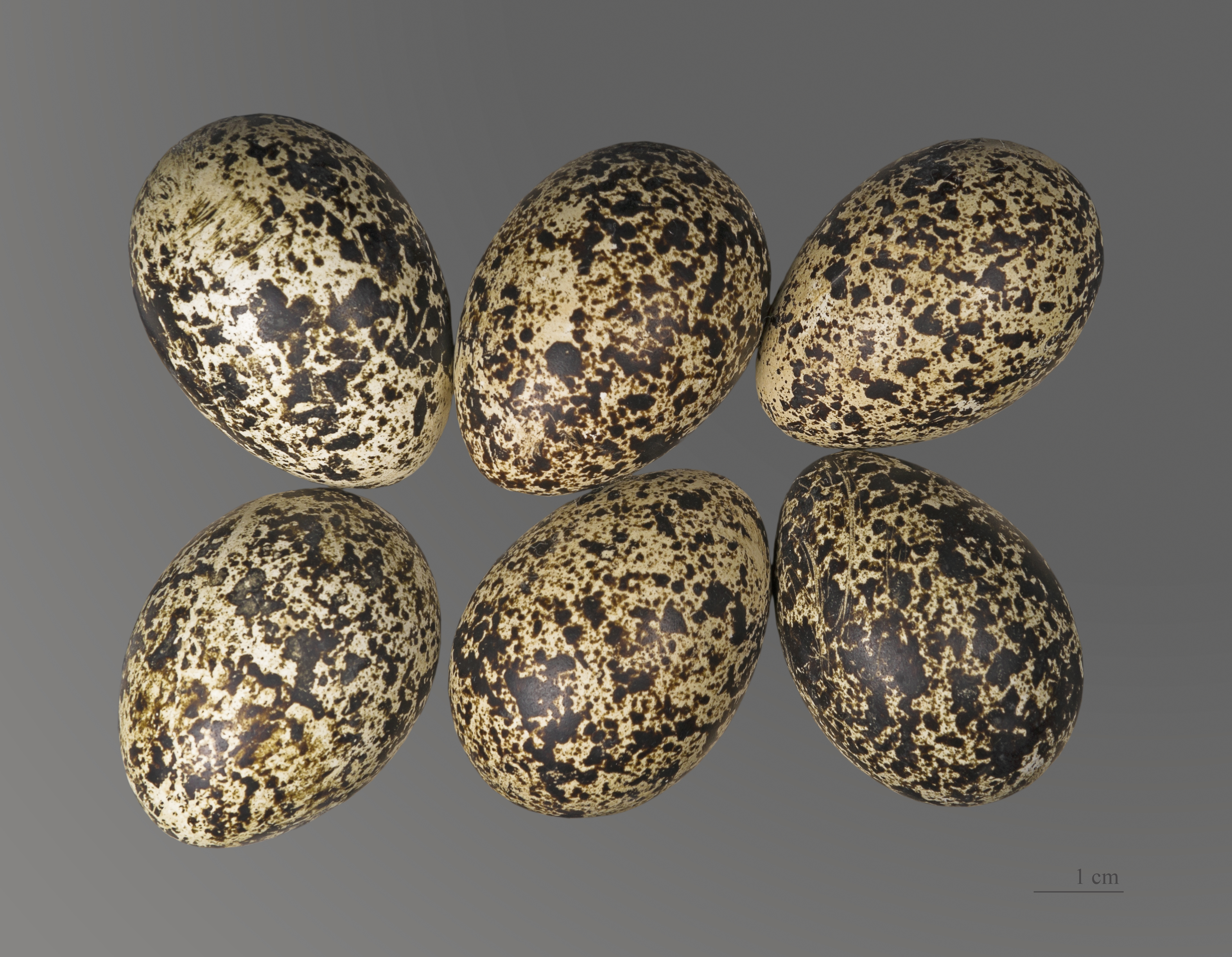
Яйця куріпки полярної в оологічній колекції, Тулузький музей

Це моногамний птах. Самка влаштовує гніздо в кущах на землі, відкладає в нього 12–20 жовто-червоних яєць з темними крапками і насиджує їх одна без допомоги самця протягом 24–26 днів.

## Галерея

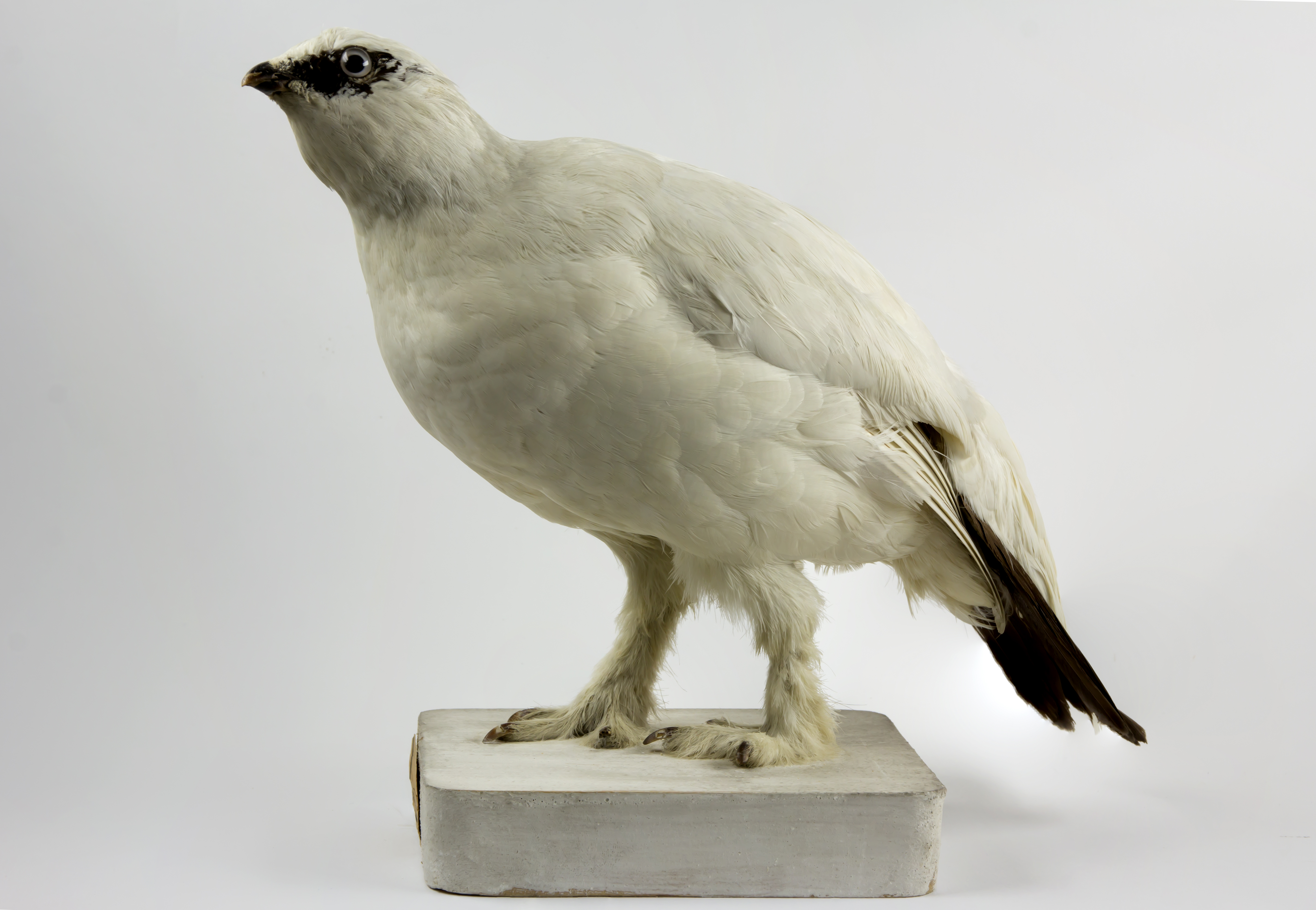